# Membres de l'Ordre du Canada, par ordre alphabétique S
| Nom                             | Ville                      | Province                  | Grade     | Année | Occupation |
| Laura Sabia                     | Toronto                    | Ontario                   | Officier  | 1974  |            |
| Marcel de la Sablonnière        | Montréal                   | Québec                    | Officier  | 1972  |            |
| M.A. Pauline Sabourin           | Ottawa                     | Ontario                   | Membre    | 1974  |            |
| David Lawrence Sackett          | Markdale                   | Ontario                   | Officier  | 2001  |            |
| Hubert Sacy                     | Montréal                   | Québec                    | Membre    | 2015  |            |
| Ann Saddlemyer                  | Sidney                     | Colombie-Britannique      | Officier  | 1995  |            |
| A. Edward Safarian              | Toronto                    | Ontario                   | Membre    | 2005  |            |
| Côme Saint-Germain              | Drummondville              | Québec                    | Membre    | 1976  |            |
| Fernande Saint-Martin           | Montréal                   | Québec                    | Officier  | 1988  |            |
| Annette Saint-Pierre            | Winnipeg                   | Manitoba                  | Membre    | 2003  |            |
| Éric Saint-Pierre               | Ste-Madeleine              | Québec                    | Officier  | 1997  |            |
| Guy Saint-Pierre                | Montréal                   | Québec                    | Compagnon | 1992  |            |
| Jeanne-Marguerite Saint-Pierre  | Montréal                   | Québec                    | Membre    | 1978  |            |
| Geneviève Salbaing              | Montréal                   | Québec                    | Membre    | 1987  |            |
| Martha Eva Salcudean            | Vancouver                  | Colombie-Britannique      | Officier  | 2004  |            |
| Robert Bruce Salter             | Toronto                    | Ontario                   | Compagnon | 1977  |            |
| Kenneth Charles Saltmarche      | Windsor                    | Ontario                   | Membre    | 1985  |            |
| Morris Saltzman                 | Vancouver                  | Colombie-Britannique      | Membre    | 1985  |            |
| Percy P. Saltzman               | Toronto                    | Ontario                   | Membre    | 2002  |            |
| Samuel Sam                      | Stelly's Cross Road        | Colombie-Britannique      | Membre    | 1992  |            |
| Indira V. Samarasekera          | Edmonton                   | Alberta                   | Officier  | 2002  |            |
| Maurice Samson                  | Québec                     | Québec                    | Membre    | 1974  |            |
| Ernest Lionel Samuel            | Oakville                   | Ontario                   | Officier  | 1997  |            |
| Marion E. Samworth              | Toronto                    | Ontario                   | Membre    | 1991  |            |
| Doreen McKenzie Sanders         | Vancouver                  | Colombie-Britannique      | Membre    | 1986  |            |
| James Sanders                   | Toronto                    | Ontario                   | Membre    | 2003  |            |
| Margaret Anne Sanders           | Sioux Lookout              | Ontario                   | Membre    | 2005  |            |
| Carole V. Sanderson             | Prince Albert              | Saskatchewan              | Membre    | 1998  |            |
| John Edgar Sandison             | Regina                     | Saskatchewan              | Membre    | 1997  |            |
| Camille Sandorfy                | Montréal                   | Québec                    | Officier  | 1995  |            |
| Allen Sapp                      | North Battleford           | Saskatchewan              | Officier  | 1986  |            |
| Sandra M. Lovelace Sappier      | Ottawa                     | Ontario                   | Membre    | 1989  |            |
| Polly Sargent                   | Hazelton                   | Colombie-Britannique      | Membre    | 1972  |            |
| Andrew Sarlos                   | North York                 | Ontario                   | Officier  | 1991  |            |
| Tsutae Sato                     | Vancouver                  | Colombie-Britannique      | Membre    | 1978  |            |
| Guylaine Saucier                | Montréal                   | Québec                    | Membre    | 1989  |            |
| Serge Saucier                   | Montréal                   | Québec                    | Officier  | 1994  |            |
| William Lawrence Sauder         | Vancouver                  | Colombie-Britannique      | Officier  | 2005  |            |
| John Ralston Saul               | Toronto                    | Ontario                   | Compagnon | 1999  |            |
| Lucien Saulnier                 | L'Île-Bizard               | Québec                    | Compagnon | 1971  |            |
| Doris J. Saunders               | Happy Valley               | Terre-Neuve-et-Labrador   | Membre    | 1985  |            |
| T.V. Claude Saunders            | Hamilton                   | Ontario                   | Membre    | 1991  |            |
| Charles Joseph Sauriol          | Toronto                    | Ontario                   | Membre    | 1988  |            |
| Claude Le Sauteur               | Les Éboulements            | Québec                    | Membre    | 2000  |            |
| Jeanne Sauvé                    | Montréal                   | Québec                    | Compagnon | 1984  |            |
| Maurice Sauvé                   | Montréal                   | Québec                    | Compagnon | 1984  |            |
| John Patrick Savage             | Dartmouth                  | Nouvelle-Écosse           | Officier  | 2003  |            |
| Félix-Antoine Savard            | St-Joseph-de-la-rive       | Québec                    | Officier  | 1968  |            |
| Guy Savard                      | Montréal                   | Québec                    | Membre    | 1999  |            |
| Louise Drouin Savard            | Sillery                    | Québec                    | Membre    | 1979  |            |
| Serge Savard                    | Saint-Bruno-de-Montarville | Québec                    | Officier  | 1994  |            |
| Peter Savaryn                   | Edmonton                   | Alberta                   | Membre    | 1987  |            |
| Adélard Savoie                  | Dieppe                     | Nouveau-Brunswick         | Officier  | 1976  |            |
| Alexandre-J. Savoie             | Edmundston                 | Nouveau-Brunswick         | Membre    | 1982  |            |
| Claude F. Savoie                | Moncton                    | Nouveau-Brunswick         | Officier  | 1999  |            |
| Donald J. Savoie                | Moncton                    | Nouveau-Brunswick         | Officier  | 1993  |            |
| Joseph Alexandre Richard Savoie | Caraquet                   | Nouveau-Brunswick         | Membre    | 1986  |            |
| Maurice Savoie                  | Longueuil                  | Québec                    | Membre    |       |            |
| Robert Savoie                   | Saint-Étienne-de-Bolton    | Québec                    | Officier  | 2002  |            |
| Henry Saxe                      | Tamworth                   | Ontario                   | Officier  | 1988  |            |
| William G. Saywell              | Vancouver                  | Colombie-Britannique      | Membre    | 1999  |            |
| Arthur R.A. Scace               | Toronto                    | Ontario                   | Membre    | 2004  |            |
| Juan Cesar Scaiano              | Ottawa                     | Ontario                   | Officier  | 2005  |            |
| Alan K. Scales                  | Charlottetown              | Île-du-Prince-Édouard     | Membre    | 1999  |            |
| Thelma R. Scambler              | Edmonton                   | Alberta                   | Membre    | 1988  |            |
| Arthur Reginald Scammell        | Saint-Jean                 | Terre-Neuve-et-Labrador   | Membre    | 1987  |            |
| Alan W. Scarth                  | Winnipeg                   | Manitoba                  | Membre    | 2001  |            |
| Ezra Schabas                    | Toronto                    | Ontario                   | Membre    | 2000  |            |
| Ricky Kanee Schachter           | Toronto                    | Ontario                   | Membre    | 1997  |            |
| Robert D. Schad                 | Woodbridge                 | Ontario                   | Membre    |       |            |
| Carl Fellman Schaefer           | Toronto                    | Ontario                   | Membre    | 1978  |            |
| Otto Schaefer                   | Jasper                     | Alberta                   | Membre    | 1976  |            |
| Theodore P. Schaefer            | Winnipeg                   | Manitoba                  | Membre    | 2002  |            |
| Peter Albrecht Schaerer         | North Vancouver            | Colombie-Britannique      | Membre    | 1999  |            |
| Teresa A. Schellinck            | Comox                      | Colombie-Britannique      | Membre    | 1988  |            |
| Erwin Schild                    | Toronto                    | Ontario                   | Membre    | 2001  |            |
| Ruth Boswell Schiller           | Riverview                  | Nouveau-Brunswick         | Membre    | 1991  |            |
| David W. Schindler              | Wildwood                   | Alberta                   | Officier  | 2003  |            |
| Lionel Howard Schipper          | Toronto                    | Ontario                   | Membre    | 1994  |            |
| Joe Schlesinger                 | Toronto                    | Ontario                   | Membre    | 1994  |            |
| John L. Schlosser               | Edmonton                   | Alberta                   | Membre    | 1983  |            |
| William George Schneider        | Ottawa                     | Ontario                   | Officier  | 1976  |            |
| Gustav A. Schousboe             | Bloomfield Station         | Nouveau-Brunswick         | Membre    | 1983  |            |
| Edward Schreyer                 | Winnipeg                   | Manitoba                  | Compagnon | 1979  |            |
| Lily Schreyer                   | Winnipeg                   | Manitoba                  | Compagnon | 1979  |            |
| Seymour Schulich                | Willowdale                 | Ontario                   | Membre    | 1999  |            |
| Joseph Schull                   | Rosemere                   | Québec                    | Officier  | 1980  |            |
| Ann Louise Schulman             | Saskatoon                  | Saskatchewan              | Officier  | 2001  |            |
| Paul Hudson Schurman            | Summerside                 | Île-du-Prince-Édouard     | Membre    |       |            |
| Linda Schuyler                  | Paris                      | Ontario                   | Membre    | 1993  |            |
| Gerald W. Schwartz              | Toronto                    | Ontario                   | Officier  | 2005  |            |
| Irving Schwartz                 | Sydney                     | Nouvelle-Écosse           | Officier  | 1997  |            |
| Anthony Dalton Scott            | Vancouver                  | Colombie-Britannique      | Officier  | 1982  |            |
| Barbara Scott                   | Calgary                    | Alberta                   | Membre    | 1997  |            |
| Barbara Ann Scott-King          | Ottawa                     | Ontario                   | Officier  | 1991  |            |
| Dennis George Scott             | Penhold                    | Alberta                   | Membre    | 1981  |            |
| Donna M. Scott                  | Niagara-on-the-Lake        | Ontario                   | Officier  | 1999  |            |
| Edward W. Scott                 | Toronto                    | Ontario                   | Compagnon | 1978  |            |
| Francis R. Scott                | Westmount                  | Québec                    | Compagnon | 1967  |            |
| Graham Wilson Shatford Scott    | Toronto                    | Ontario                   | Membre    | 2005  |            |
| Ian Gilmour Scott               | Toronto                    | Ontario                   | Officier  | 1994  |            |
| Jacquelyn Thayer Scott          | East Bay (en)              | Nouvelle-Écosse           | Officier  | 2001  |            |
| Marianne Florence Scott         | Ottawa                     | Ontario                   | Officier  | 1994  |            |
| Alfred John Scow                | Vancouver                  | Colombie-Britannique      | Membre    | 2000  |            |
| Charles Robert Scriver          | Montréal-Ouest             | Québec                    | Compagnon | 1985  |            |
| Geoffrey G.E. Scudder           | Vancouver                  | Colombie-Britannique      | Membre    | 2002  |            |
| Laure E. Ri se                  | Toronto                    | Ontario                   | Officier  | 1985  |            |
| J. Blair Seaborn                | Ottawa                     | Ontario                   | Membre    | 2000  |            |
| Herbert W. Seagrim              | Baie-D'Urfé                | Québec                    | Membre    | 1987  |            |
| Barbara Seal                    | Hampstead                  | Québec                    | Membre    | 1993  |            |
| Norma L. Sealey                 | Sidney                     | Colombie-Britannique      | Membre    | 1982  |            |
| Daryl Kenneth Seaman            | Calgary                    | Alberta                   | Officier  | 1992  |            |
| David Harry Searle              | Vancouver                  | Colombie-Britannique      | Membre    | 1999  |            |
| Leo Bernard Sears               | Mabou                      | Nouvelle-Écosse           | Membre    | 1990  |            |
| Edmund Alexander Sebestyen      | Saskatoon                  | Saskatchewan              | Membre    | 1993  |            |
| Lloyd Calvin Secord             | Toronto                    | Ontario                   | Membre    | 2003  |            |
| Joseph Sedgwick                 | Toronto                    | Ontario                   | Compagnon | 1974  |            |
| Mary V. Seeman                  | Toronto                    | Ontario                   | Officier  |       |            |
| Philip Seeman                   | Toronto                    | Ontario                   | Officier  | 2001  |            |
| Alvin Cramer Segal              | Montréal                   | Québec                    | Membre    | 2002  |            |
| Hugh Segal                      | Kingston                   | Ontario                   | Membre    | 2003  |            |
| Joseph Segal                    | Vancouver                  | Colombie-Britannique      | Membre    | 1993  |            |
| Sydney Segal                    | Vancouver                  | Colombie-Britannique      | Membre    | 1989  |            |
| Fernand Seguin                  | St-Charles-sur-Richelieu   | Québec                    | Compagnon | 1978  |            |
| Jeannine Séguin                 | Cornwall                   | Ontario                   | Membre    | 1985  |            |
| Roger Nantel Séguin             | Ottawa                     | Ontario                   | Officier  | 1967  |            |
| Nabil G. Seidah                 | Montréal                   | Québec                    | Membre    | 1998  |            |
| Harold Oaser Seigel             | North York                 | Ontario                   | Officier  | 1997  |            |
| Daniel Seillier                 | Montréal                   | Québec                    | Membre    | 1992  |            |
| Hans Selye                      | Montréal                   | Québec                    | Compagnon | 1968  |            |
| Elizabeth Suzanne Semkiw        | Winnipeg                   | Manitoba                  | Membre    | 1982  |            |
| Raymond C. Setlakwe             | Thetford Mines             | Québec                    | Membre    | 1996  |            |
| Pierre A. Sévigny               | Montréal                   | Québec                    | Officier  | 1994  |            |
| John Sewell                     | Toronto                    | Ontario                   | Membre    | 2004  |            |
| James Sewid                     | Campbell River             | Colombie-Britannique      | Officier  | 1971  |            |
| Sybil Shack                     | Winnipeg                   | Manitoba                  | Membre    | 1984  |            |
| Doris Shadbolt                  | North Burnaby              | Colombie-Britannique      | Officier  | 1973  |            |
| Jack L. Shadbolt                | North Burnaby              | Colombie-Britannique      | Officier  | 1972  |            |
| Marie Ada Shales                | Perth Road Village         | Ontario                   | Membre    | 1999  |            |
| Kathleen Shannon                | Montréal                   | Québec                    | Membre    | 1986  |            |
| Benjamin Shapiro                | Ottawa                     | Ontario                   | Membre    | 1999  |            |
| Bernard Shapiro                 | Ottawa                     | Ontario                   | Officier  | 1999  |            |
| Jack Rae Shapiro                | Toronto                    | Ontario                   | Membre    | 2003  |            |
| Isadore Sharp                   | Toronto                    | Ontario                   | Officier  | 1992  |            |
| Mitchell Sharp                  | Ottawa                     | Ontario                   | Compagnon | 1983  |            |
| Anna Wilson Sharpe              | Ottawa                     | Ontario                   | Membre    | 1977  |            |
| C. Richard Sharpe               | Mississauga                | Ontario                   | Membre    | 1998  |            |
| Shirley Sharzer                 | Gloucester                 | Ontario                   | Membre    | 1999  |            |
| Donald McQ. Shaver              | Cambridge                  | Ontario                   | Officier  | 1978  |            |
| Allan C. Shaw                   | Halifax                    | Nouvelle-Écosse           | Membre    | 2000  |            |
| George O. Shaw                  | Richmond                   | Colombie-Britannique      | Membre    | 1973  |            |
| JR Shaw                         | Calgary                    | Alberta                   | Officier  | 2002  |            |
| Lloyd R. Shaw                   | Halifax                    | Nouvelle-Écosse           | Membre    | 1992  |            |
| Ralph Lester Shaw               | Courtenay                  | Colombie-Britannique      | Membre    | 1984  |            |
| Robert F. Shaw                  | Montréal                   | Québec                    | Compagnon | 1967  |            |
| Walter R. Shaw                  | Charlottetown              | Île-du-Prince-Édouard     | Officier  | 1971  |            |
| John V. Sheardown               | Ottawa                     | Ontario                   | Membre    | 1980  |            |
| Zena Kahn Sheardown             | Ottawa                     | Ontario                   | Membre    | 1986  |            |
| Archibald R. Shearer            | Burlington                 | Ontario                   | Membre    | 1980  |            |
| Leonard H. Shebeski             | Sidney                     | Colombie-Britannique      | Officier  | 1976  |            |
| Leslie W. Shemilt               | Hamilton                   | Ontario                   | Officier  | 1991  |            |
| Michael Shenstone               | Ottawa                     | Ontario                   | Membre    | 2002  |            |
| Michael Perry Shepard           | Victoria                   | Colombie-Britannique      | Officier  | 1997  |            |
| John G. Sheppard                | Hamilton                   | Ontario                   | Membre    | 1984  |            |
| E. Marion Sherman               | Prince Albert              | Saskatchewan              | Membre    | 1978  |            |
| Joseph Howard Sherman           | Charlottetown              | Île-du-Prince-Édouard     | Membre    | 2002  |            |
| Carol Shields                   | Victoria                   | Colombie-Britannique      | Compagnon | 1998  |            |
| George Leslie Shields           | Toronto                    | Ontario                   | Membre    | 1986  |            |
| Kenneth William Daniel Shields  | Victoria                   | Colombie-Britannique      | Membre    | 1998  |            |
| Henry J. Shimizu                | Edmonton                   | Alberta                   | Membre    | 2003  |            |
| Hide H. Shimizu                 | Toronto                    | Ontario                   | Membre    | 1982  |            |
| Helene Shingles                 | Sarnia                     | Ontario                   | Membre    | 1996  |            |
| Joseph Harvey Shoctor           | Edmonton                   | Alberta                   | Officier  | 1978  |            |
| Joe Crow Shoe                   | Brocket                    | Alberta                   | Membre    | 1991  |            |
| Josephine Crow Shoe             | Brocket                    | Alberta                   | Membre    | 1991  |            |
| Laurence Kennedy Shook          | Toronto                    | Ontario                   | Officier  | 1974  |            |
| Thomas Kunito Shoyama           | Victoria                   | Colombie-Britannique      | Officier  | 1978  |            |
| Gordon M. Shrum                 | Vancouver                  | Colombie-Britannique      | Officier  | 1967  |            |
| Morton Shulman                  | Toronto                    | Ontario                   | Officier  | 1993  |            |
| Morris C. Shumiatcher           | Regina                     | Saskatchewan              | Officier  | 1981  |            |
| Frank Shuster                   | Toronto                    | Ontario                   | Officier  | 1996  |            |
| Josephine Sias                  | Haines Junction            | Yukon                     | Membre    |       |            |
| Herbert E. Siblin               | Westmount                  | Québec                    | Membre    | 2001  |            |
| Haroon Siddiqui                 | Toronto                    | Ontario                   | Membre    | 2001  |            |
| Angela Sidney                   | Tagish                     | Yukon                     | Membre    | 1985  |            |
| Norma Jill Sieppert             | Calgary                    | Alberta                   | Membre    | 1990  |            |
| Michael C. Sifton               | Markham                    | Ontario                   | Membre    | 1987  |            |
| Svein Sigfusson                 | Winnipeg                   | Manitoba                  | Membre    | 1974  |            |
| David P. Silcox                 | Toronto                    | Ontario                   | Membre    |       |            |
| René Simard                     | Montréal                   | Québec                    | Officier  | 1989  |            |
| Louis Siminovitch               | Toronto                    | Ontario                   | Compagnon | 1980  |            |
| Robert H. Simmonds              | Ottawa                     | Ontario                   | Officier  | 1987  |            |
| Mary J. May Simon               | Manotick                   | Ontario                   | Officier  | 1991  |            |
| Sarah Simon                     | Fort McPherson             | Territoires du Nord-Ouest | Membre    | 1991  |            |
| Guy Simonds                     | Toronto                    | Ontario                   | Compagnon | 1970  |            |
| Andrew Alexander Simone         | Toronto                    | Ontario                   | Membre    | 2000  |            |
| Joan Simone                     | Toronto                    | Ontario                   | Membre    | 2000  |            |
| Léopold Simoneau                | Victoria                   | Colombie-Britannique      | Compagnon | 1971  |            |
| Roch Simoneau                   | Victoriaville              | Québec                    | Membre    | 1989  |            |
| Allan J. Simpson                | Winnipeg                   | Manitoba                  | Membre    | 1998  |            |
| Bernard Simpson                 | Vancouver                  | Colombie-Britannique      | Membre    | 1989  |            |
| Edith Child Rowles Simpson      | Saskatoon                  | Saskatchewan              | Membre    | 1986  |            |
| Jeffrey Simpson                 | Ottawa                     | Ontario                   | Officier  | 1999  |            |
| Norman M. Simpson               | Alliston                   | Ontario                   | Membre    | 2001  |            |
| Sandra Simpson                  | Pointe-Claire              | Québec                    | Membre    | 1983  |            |
| Adelaide Sinclair               | Ottawa                     | Ontario                   | Officier  | 1967  |            |
| Gordon Sinclair                 | Toronto                    | Ontario                   | Officier  | 1979  |            |
| Hugh Sinclair                   | Brandon                    | Manitoba                  | Membre    | 1979  |            |
| Ian D. Sinclair                 | Oakville                   | Ontario                   | Officier  | 1979  |            |
| Lister S. Sinclair              | Oakville                   | Ontario                   | Officier  | 1985  |            |
| William M. Sinclair             | Huntsville                 | Ontario                   | Membre    | 1978  |            |
| T. Sher Singh                   | Guelph                     | Ontario                   | Membre    | 2001  |            |
| Geoffrey Gordon Singleton       | Niagara Falls              | Ontario                   | Membre    | 1986  |            |
| Éléonore Tecumseh Sioui         | Wandake                    | Québec                    | Officier  | 2000  |            |
| Paul Siren                      | Toronto                    | Ontario                   | Membre    | 1987  |            |
| Charles Sirois                  | Montréal                   | Québec                    | Membre    | 1994  |            |
| Raymond E. Sirois               | Rimouski                   | Québec                    | Membre    | 1991  |            |
| Josef Skvorecky                 | Toronto                    | Ontario                   | Membre    | 1992  |            |
| Gordon C. Slade                 | Mount Pearl                | Terre-Neuve-et-Labrador   | Membre    | 2005  |            |
| Allan Slaight                   | Toronto                    | Ontario                   | Membre    | 2001  |            |
| Gordon Richard Slemon           | Don Mills                  | Ontario                   | Officier  | 1994  |            |
| Harriet J. Sloan                | Ottawa                     | Ontario                   | Membre    |       |            |
| Frederick Earle Sloane          | Edmonton                   | Alberta                   | Membre    | 1982  |            |
| Cela Sloman                     | Clinton                    | Ontario                   | Membre    | 1984  |            |
| Winnifred Van Slyck             | Dugald                     | Manitoba                  | Membre    | 1985  |            |
| Robert Smallboy                 | Edmonton                   | Alberta                   | Membre    | 1979  |            |
| Joseph R. Smallwood             | Roache's Line              | Terre-Neuve-et-Labrador   | Compagnon | 1986  |            |
| Patricia Smart                  | Ottawa                     | Ontario                   | Membre    | 2004  |            |
| Françoise Gaudet-Smet           | Québec                     | Québec                    | Membre    | 1974  |            |
| Ian Smillie                     | Ottawa                     | Ontario                   | Membre    | 2003  |            |
| Wladimir Smirnoff               | Sainte-Foy                 | Québec                    | Membre    | 1997  |            |
| Arnold Cantwell Smith           | Toronto                    | Ontario                   | Officier  | 1984  |            |
| Arthur R. Smith                 | Calgary                    | Alberta                   | Officier  | 1988  |            |
| Ascher I. Smith                 | Burnaby                    | Colombie-Britannique      | Membre    | 1979  |            |
| David Chadwick Smith (en)       | Ottawa                     | Ontario                   | Membre    | 1995  |            |
| David Chadwick Smith            | Kingston                   | Ontario                   | Membre    | 1993  |            |
| Donald Graham Smith             | Albany                     | Colombie-Britannique      | Membre    | 1978  |            |
| Donald James Smith              | London                     | Ontario                   | Membre    | 1995  |            |
| Donalda Smith                   | Vancouver                  | Colombie-Britannique      | Officier  | 1983  |            |
| Eldon Raymond Smith             | Calgary                    | Alberta                   | Officier  | 2005  |            |
| Elijah E. Smith                 | Whitehorse                 | Yukon                     | Membre    | 1976  |            |
| Elvie Lawrence Smith            | St. Lambert                | Québec                    | Membre    | 1992  |            |
| Ernest Alvia Smith              | Vancouver                  | Colombie-Britannique      | Membre    |       |            |
| Gordon A. Smith                 | West Vancouver             | Colombie-Britannique      | Membre    | 1996  |            |
| Hank Smith                      | Edmonton                   | Alberta                   | Membre    | 1994  |            |
| I. Norman Smith                 | Ottawa                     | Ontario                   | Officier  | 1972  |            |
| James M. Smith                  | Whitehorse                 | Yukon                     | Officier  | 1976  |            |
| Jori Smith                      | Montréal                   | Québec                    | Membre    | 2002  |            |
| Lois Smith                      | Sechelt                    | Colombie-Britannique      | Officier  | 1980  |            |
| Michael Smith                   | Vancouver                  | Colombie-Britannique      | Compagnon | 1994  |            |
| Michael J. Smith                | Toronto                    | Ontario                   | Membre    | 1979  |            |
| Peter R. Smith                  | Mississauga                | Ontario                   | Membre    | 2000  |            |
| Reimer M. Smith                 | Fort Saskatchewan          | Alberta                   | Membre    | 1987  |            |
| Shirlee Anne Smith              | Winnipeg                   | Manitoba                  | Membre    | 1984  |            |
| Steve Smith                     | Hamilton                   | Ontario                   | Membre    | 2005  |            |
| Stuart Allen Smith              | Keswick Ridge              | Nouveau-Brunswick         | Membre    | 1981  |            |
| Thomas H. Smith                 | West Vancouver             | Colombie-Britannique      | Membre    | 1982  |            |
| Wilfred Cantwell Smith          | Ottawa                     | Ontario                   | Officier  | 1999  |            |
| Wilfred I. Smith                | Ottawa                     | Ontario                   | Officier  | 1985  |            |
| Herman Smith-Johannsen          | Piedmont                   | Québec                    | Membre    | 1972  |            |
| Henry A. Smitheram              | Keremeos                   | Colombie-Britannique      | Membre    | 1981  |            |
| Fred Smithers                   | Dartmouth                  | Nouvelle-Écosse           | Officier  | 2003  |            |
| Bernard Snell                   | Edmonton                   | Alberta                   | Membre    | 1996  |            |
| Deryk Snelling                  | Etobicoke                  | Ontario                   | Membre    | 1976  |            |
| Samuel Sniderman                | Toronto                    | Ontario                   | Membre    | 1976  |            |
| Michael Snow                    | Toronto                    | Ontario                   | Officier  | 1981  |            |
| Thomas Eric D'Oyly Snow         | Fredericton                | Nouveau-Brunswick         | Membre    | 1988  |            |
| Harold Snyder                   | Stanstead                  | Québec                    | Officier  | 1982  |            |
| David F. Sobey                  | Stellarton                 | Nouvelle-Écosse           | Membre    | 1995  |            |
| Frank H. Sobey                  | New Glasgow                | Nouvelle-Écosse           | Officier  | 1985  |            |
| James A. Soden                  | Toronto                    | Ontario                   | Membre    | 2002  |            |
| Omond M. Solandt                | Bolton                     | Ontario                   | Compagnon | 1970  |            |
| George Charles Solomon          | Regina                     | Saskatchewan              | Membre    | 1993  |            |
| Samuel Solomon                  | Westmount                  | Québec                    | Officier  | 1997  |            |
| Harry S. Somers                 | Toronto                    | Ontario                   | Compagnon | 1971  |            |
| Hugh J. Somers                  | Antigonish                 | Nouvelle-Écosse           | Officier  | 1976  |            |
| Janet Somerville                | Toronto                    | Ontario                   | Membre    | 2003  |            |
| Brijendra K. Sood               | Calgary                    | Alberta                   | Membre    | 2002  |            |
| Theodore Lionel Sourkes         | Montréal                   | Québec                    | Officier  | 1992  |            |
| Raymond Souster                 | Toronto                    | Ontario                   | Officier  | 1995  |            |
| A. Gordon South                 | Melfort                    | Saskatchewan              | Membre    | 1980  |            |
| Gordon Hamilton Southam         | Ottawa                     | Ontario                   | Officier  | 1977  |            |
| Jean MacMillan Southam          | Vancouver                  | Colombie-Britannique      | Membre    | 1993  |            |
| Margaret Elizabeth Southern     | Calgary                    | Alberta                   | Officier  | 1987  |            |
| Ronald D. Southern              | Calgary                    | Alberta                   | Officier  | 1986  |            |
| Donald Frederick Spankie        | Vancouver                  | Colombie-Britannique      | Membre    | 1986  |            |
| Raymond A. Speaker              | Enchant                    | Alberta                   | Officier  | 2001  |            |
| Edwin A. Spearing               | Pointe-Claire              | Québec                    | Membre    | 1974  |            |
| J. Murray Speirs                | Pickering                  | Ontario                   | Membre    | 2000  |            |
| Ahab Spence                     | Regina                     | Saskatchewan              | Membre    | 1982  |            |
| Matthew W. Spence               | Edmonton                   | Alberta                   | Officier  | 2004  |            |
| Wishart Flett Spence            | Ottawa                     | Ontario                   | Compagnon | 1979  |            |
| Mary Eileen Spencer             | Edmonton                   | Alberta                   | Membre    | 2001  |            |
| Michael Desbois Spencer         | Montréal                   | Québec                    | Membre    | 1989  |            |
| John R. Sperry                  | Yellowknife                | Territoires du Nord-Ouest | Membre    | 2002  |            |
| Ann Margaret Spicer             | Victoria                   | Colombie-Britannique      | Membre    | 1997  |            |
| Erik John Spicer                | Ottawa                     | Ontario                   | Membre    | 1994  |            |
| E. Noël Spinelli                | Lachine                    | Québec                    | Membre    | 2000  |            |
| John W.T. Spinks                | Saskatoon                  | Saskatchewan              | Compagnon | 1970  |            |
| Richard Beverley Splane         | Vancouver                  | Colombie-Britannique      | Officier  | 1995  |            |
| Verna Huffman Splane            | Vancouver                  | Colombie-Britannique      | Officier  | 1995  |            |
| Arnold Spohr                    | Winnipeg                   | Manitoba                  | Compagnon | 1970  |            |
| Boris Spremo                    | Toronto                    | Ontario                   | Membre    | 1997  |            |
| George P.G. Springate           | Pierrefonds                | Québec                    | Membre    | 1989  |            |
| Brian J. Sproule                | Edmonton                   | Alberta                   | Membre    | 2001  |            |
| Graham Spry                     | Ottawa                     | Ontario                   | Compagnon | 1970  |            |
| Irene Mary Spry                 | Ottawa                     | Ontario                   | Officier  | 1992  |            |
| Gerald Squires                  | Holyrood                   | Terre-Neuve-et-Labrador   | Membre    | 1999  |            |
| Raymond G. Squires              | St. Anthony                | Terre-Neuve-et-Labrador   | Membre    | 1997  |            |
| Guy St-Germain                  | Outremont                  | Québec                    | Membre    | 1991  |            |
| Louis S. St-Laurent             | Québec                     | Québec                    | Compagnon | 1967  |            |
| Denis A. St-Onge                | Ottawa                     | Ontario                   | Officier  | 1995  |            |
| Jacques St-Pierre               | Côte-Saint-Luc             | Québec                    | Membre    | 1991  |            |
| Juliette A. St-Pierre           | Montréal                   | Québec                    | Membre    | 1976  |            |
| Charles P. Stacey               | Toronto                    | Ontario                   | Officier  | 1969  |            |
| Edna Staebler                   | Waterloo                   | Ontario                   | Membre    | 1995  |            |
| Denis Stairs                    | Halifax                    | Nouvelle-Écosse           | Officier  |       |            |
| Henry W. Stallworthy            | Comox                      | Colombie-Britannique      | Officier  | 1973  |            |
| Casimir G. Stanczykowski        | Westmount                  | Québec                    | Membre    | 1973  |            |
| James M. Stanford               | Calgary                    | Alberta                   | Officier  | 2004  |            |
| Joseph C. Stangl                | Winnipeg                   | Manitoba                  | Membre    | 1979  |            |
| Alain Stanké                    | Westmount                  | Québec                    | Membre    | 1998  |            |
| George F.G. Stanley             | Sackville                  | Nouveau-Brunswick         | Compagnon | 1976  |            |
| Ethel Stark                     | Montréal                   | Québec                    | Membre    | 1979  |            |
| Mark Starowicz                  | Toronto                    | Ontario                   | Officier  | 2004  |            |
| Percy Starr                     | Klemtu                     | Colombie-Britannique      | Membre    | 1996  |            |
| Gordon Wesley Staseson          | Regina                     | Saskatchewan              | Membre    | 2005  |            |
| Taylor Statten                  | Toronto                    | Ontario                   | Membre    | 1987  |            |
| Steve A. Stavro                 | Toronto                    | Ontario                   | Membre    | 1992  |            |
| Robert Daniel Steadward         | Edmonton                   | Alberta                   | Officier  | 1999  |            |
| John Stearn                     | Victoria                   | Colombie-Britannique      | Membre    | 1985  |            |
| Savella Stechishin              | Saskatoon                  | Saskatchewan              | Membre    | 1989  |            |
| Harry R. Steele                 | Dartmouth                  | Nouvelle-Écosse           | Officier  | 1991  |            |
| Phyllis L. Steele               | Balcarres                  | Saskatchewan              | Membre    | 1987  |            |
| Richard M. Steele               | Mahone Bay                 | Nouvelle-Écosse           | Membre    | 2004  |            |
| David L. Steen                  | Ottawa                     | Ontario                   | Membre    | 1990  |            |
| William E. Van Steenburgh       | Ottawa                     | Ontario                   | Officier  | 1967  |            |
| George Steer                    | Edmonton                   | Alberta                   | Officier  | 1971  |            |
| Baldur R. Stefansson            | Winnipeg                   | Manitoba                  | Officier  | 1985  |            |
| Janice Gross Stein              | Toronto                    | Ontario                   | Membre    |       |            |
| H. Arnold Steinberg             | Montréal                   | Québec                    | Membre    | 1993  |            |
| Sam Steinberg                   | Westmount                  | Québec                    | Officier  | 1977  |            |
| Ralph G. Steinhauer             | Brosseau                   | Alberta                   | Officier  | 1967  |            |
| Maitland B. Steinkopf           | Winnipeg                   | Manitoba                  | Officier  | 1970  |            |
| André Steinmann                 | Cap-de-la-Madeleine        | Québec                    | Membre    | 1991  |            |
| Charles Richard Stelck          | Edmonton                   | Alberta                   | Officier  | 1996  |            |
| Howard J. Stensrud              | Saskatoon                  | Saskatchewan              | Membre    | 1994  |            |
| Bette M. Stephenson             | Richmond Hill              | Ontario                   | Officier  | 1992  |            |
| Abraham Stern                   | Hampstead                  | Québec                    | Membre    | 1993  |            |
| Max Stern                       | Montréal                   | Québec                    | Membre    | 1984  |            |
| David Stevens                   | Lunenburg                  | Nouvelle-Écosse           | Membre    | 1974  |            |
| Isabella Stevens                | Midnapore                  | Alberta                   | Membre    | 1976  |            |
| Stratton Denis Stevens          | Westmount                  | Québec                    | Membre    | 1993  |            |
| Lawrence H. Stevenson           | Fort Qu'Appelle            | Saskatchewan              | Membre    | 1984  |            |
| Reginald C. Stevenson           | Montréal                   | Québec                    | Officier  | 1969  |            |
| Theresa Marie Stevenson         | Regina                     | Saskatchewan              | Membre    | 1994  |            |
| William Alexander Stevenson     | Edmonton                   | Alberta                   | Officier  | 1996  |            |
| Alec T. Stewart                 | Kingston                   | Ontario                   | Officier  | 2001  |            |
| Chester B. Stewart              | Halifax                    | Nouvelle-Écosse           | Officier  | 1972  |            |
| Clair Cuthbert Stewart          | Caledon                    | Ontario                   | Membre    | 2000  |            |
| David Macdonald Stewart         | Montréal                   | Québec                    | Officier  | 1977  |            |
| Edward E. Stewart               | Toronto                    | Ontario                   | Officier  | 1991  |            |
| Elsa H. Stewart                 | Pakenham                   | Ontario                   | Membre    | 1983  |            |
| Irwin Fraser Stewart            | New Westminster            | Colombie-Britannique      | Membre    | 2001  |            |
| Norman McGregor Stewart         | Winnipeg                   | Manitoba                  | Membre    | 1978  |            |
| R. Arthur Stewart               | Pakenham                   | Ontario                   | Membre    | 1983  |            |
| Robert W. Stewart               | Victoria                   | Colombie-Britannique      | Officier  | 1979  |            |
| Ronald Daniel Stewart           | Bras D'Or                  | Nouvelle-Écosse           | Officier  | 1993  |            |
| Winnifred M. Stewart            | Kelowna                    | Colombie-Britannique      | Officier  | 1971  |            |
| H. Heward Stikeman              | Montréal                   | Québec                    | Officier  | 1991  |            |
| Calvin Ralph Stiller            | Arva                       | Ontario                   | Membre    | 1994  |            |
| Shirley Marie Stinson           | Edmonton                   | Alberta                   | Officier  | 2001  |            |
| Gordon McKenzie Stirling        | Saint-Jean                 | Terre-Neuve-et-Labrador   | Membre    | 1980  |            |
| Ian Grote Stirling              | Edmonton                   | Alberta                   | Officier  | 2000  |            |
| John B. Stirling                | Montréal                   | Québec                    | Officier  | 1969  |            |
| Jack Stoddart                   | Toronto                    | Ontario                   | Officier  | 1999  |            |
| Boris P. Stoicheff              | Toronto                    | Ontario                   | Officier  | 1982  |            |
| Robert Stollery                 | Edmonton                   | Alberta                   | Membre    | 2001  |            |
| James Riley Stone               | Victoria                   | Colombie-Britannique      | Membre    | 1994  |            |
| Frank J. Storey                 | Charlottetown              | Île-du-Prince-Édouard     | Membre    | 1972  |            |
| Roy Alvin Storey                | Montréal                   | Québec                    | Membre    |       |            |
| George M. Story                 | Saint-Jean                 | Terre-Neuve-et-Labrador   | Membre    | 1988  |            |
| J. George Strachan              | South Surrey               | Colombie-Britannique      | Membre    | 1985  |            |
| David W. Strangway              | Garibaldi Highlands        | Colombie-Britannique      | Officier  | 1996  |            |
| Grant Strate                    | Vancouver                  | Colombie-Britannique      | Membre    | 1994  |            |
| Edith Strauss                   | Montréal                   | Québec                    | Membre    | 1994  |            |
| Margaret M. Street              | Vancouver                  | Colombie-Britannique      | Membre    | 1982  |            |
| Marlene Stewart Streit          | Markham                    | Ontario                   | Officier  | 1967  |            |
| Frank Stronach                  | Aurora                     | Ontario                   | Membre    | 1999  |            |
| Harry Strong                    | Old Perlican               | Terre-Neuve-et-Labrador   | Membre    | 2003  |            |
| Lawrence Strong                 | Aurora                     | Ontario                   | Membre    | 2002  |            |
| Paget N. William Strong         | Ottawa                     | Ontario                   | Compagnon |       |            |
| Stan Stronge                    | North Vancouver            | Colombie-Britannique      | Membre    | 1981  |            |
| Margaret S. Strongitharm        | Nanaimo                    | Colombie-Britannique      | Membre    | 2000  |            |
| Alexander K. Stuart             | Toronto                    | Ontario                   | Membre    | 2001  |            |
| Donald A. Stuart                | Midhurst                   | Ontario                   | Membre    | 2002  |            |
| Louise J. Stuart                | Islington (en)             | Ontario                   | Membre    | 1974  |            |
| Mary Alice Stuart               | Toronto                    | Ontario                   | Membre    | 1991  |            |
| Basil Stuart Stubbs             | Vancouver                  | Colombie-Britannique      | Membre    | 2005  |            |
| Peter Stursberg                 | West Vancouver             | Colombie-Britannique      | Membre    | 1996  |            |
| Françoise Sullivan              | Montréal                   | Québec                    | Membre    | 2001  |            |
| Sam Sullivan                    | Vancouver                  | Colombie-Britannique      | Membre    | 2004  |            |
| Sean Patrick Paul O Sullivan    | Weston                     | Ontario                   | Membre    | 1986  |            |
| Donna Patricia Summerhayes      | Brantford                  | Ontario                   | Membre    | 1987  |            |
| Douglas K. Summerhayes          | Brantford                  | Ontario                   | Membre    | 1988  |            |
| Jake Superstein                 | Edmonton                   | Alberta                   | Membre    | 1986  |            |
| Jack Sures                      | Regina                     | Saskatchewan              | Membre    | 1991  |            |
| Philip Surrey                   | Montréal                   | Québec                    | Membre    | 1982  |            |
| Bruny Surin                     |                            | Québec                    | Membre    | 2021  |            |
| Christian T. Sutter             | Redvers                    | Saskatchewan              | Membre    | 1989  |            |
| Janine Sutto                    | Montréal                   | Québec                    | Compagnon | 1986  |            |
| Kathleen M. Cox Sutton          | Toronto                    | Ontario                   | Membre    | 1983  |            |
| David T. Suzuki                 | Vancouver                  | Colombie-Britannique      | Compagnon | 1976  |            |
| James C. Swail                  | Ottawa                     | Ontario                   | Membre    | 1984  |            |
| Erwin Michael Swangard          | Vancouver                  | Colombie-Britannique      | Membre    | 1988  |            |
| Gordon C. Swann                 | Calgary                    | Alberta                   | Membre    | 2002  |            |
| Cecil Swanson                   | Calgary                    | Alberta                   | Membre    | 1978  |            |
| Vera Swanson                    | Calgary                    | Alberta                   | Membre    | 2001  |            |
| Arthur H. Sweet                 | Islay                      | Alberta                   | Membre    | 1977  |            |
| Dennis Sweeting                 | Lindsay                    | Ontario                   | Membre    | 1994  |            |
| Allan Stewart Swim              | Slemon Park                | Île-du-Prince-Édouard     | Membre    | 2002  |            |
| Constance Alexa Swinton         | Peterborough               | Ontario                   | Membre    | 1987  |            |
| George Swinton                  | Winnipeg                   | Manitoba                  | Membre    | 1979  |            |
| Anthony Sylla                   | Edmonton                   | Alberta                   | Officier  | 1971  |            |
| Jean-Guy Sylvestre              | Ottawa                     | Ontario                   | Officier  | 1982  |            |
| Thomas H.B. Symons              | Peterborough               | Ontario                   | Compagnon | 1976  |            |
| Denis Szabo                     | Montréal                   | Québec                    | Officier  | 1985  |            |
| Tibor I. Szabo                  | Puslinch                   | Ontario                   | Membre    | 1987  |            |
| George Szasz                    | West Vancouver             | Colombie-Britannique      | Membre    | 1997  |            |
| Emoke J.E. Szathmáry            | Winnipeg                   | Manitoba                  | Membre    | 2003  |            |
| Stefan Sznuk                    | Ottawa                     | Ontario                   | Officier  | 1970  |            |